# نظائر الفضة
تتألف الفضّة المتوفّرة طبيعياً من نظيرين مستقرين، هما فضّة-107 107Ag وفضّة-109 109Ag، وذلك بنسب متقاربة، وإن كانت زائدة بشكل طفيف (51.839%) للنظير الأخف 107Ag. هذا التساوي بالوفرة الطبيعية بين نظيرين مستقرّين نادر الحدوث بين عناصر الجدول الدوري، ووفقاً لتوزّع نسب نظيري الفضّة فإنّ لها الوزن الذري 107.8682 وحدة كتل ذرية.
هناك 28 نظير مشع معروف للفضّة، أكثرها استقراراً النظائر 105Ag بعمر نصف مقداره 41.29 يوماً، ثم 111Ag بعمر نصف مقداره 7.45 يوماً، ثم 112Ag بعمر نصف مقداره 3.13 ساعة. للفضّة العديد من المصاوغات النووية، أكثرها استقراراً 108mAg (عمر نصف 418 سنة) و110mAg (عمر نصف 249.79 يوم) و106mAg (عمر نصف 8.28 يوم). أمّا باقي النظائر المشعّة فهي ذات أعمار نصف أقلّ من ساعة واحدة، ومعظمها أقلّ من ثلاث دقائق.
تتراوح الكتل الذرية لنظائر الفضّة بين 92.950 (93Ag) و129.950 (130Ag). يكون نمط الاضمحلال الرئيسي للنظائر ذات الكتل الذرّية الأقلّ من 107 وفق التقاط إلكترون ويكون ناتج الاضمحلال الرئيسي هو البالاديوم؛ في حين أنّ نمط الاضمحلال الرئيسي للنظائر ذات الكتل الذرّية الأعلى من 107 وفق اضمحلال بيتا ويكون ناتج الاضمحلال الرئيسي هو الكادميوم.
ينتج كلا نظيري الفضّة في النجوم وفق عملية التقاط النيوترون البطيئة، وكذلك في المستعرات العظمى وفق عملية التقاط النيوترون السريعة. يضمحلّ نظير البالاديوم 107Pd إلى الفضّة-107 107Ag بعمر نصف 6.5 مليون سنة؛ بالتالي فإنّ النيازك الحديدية هي الأجسام الوحيدة الطبيعية التي تحوي نسبةً أعلى من البالاديوم بالنسبة للفضّة. جرى اكتشاف النظير 107Ag ذي الأصل الإشعاعي لأوّل مرّة في نيزك سانتا كلارا سنة 1978؛ وعلى العموم تعكس نسب البالاديوم-107 إلى الفضّة-107 في الأجرام المنصهرة منذ تنامي النظام الشمسي وجود النويدات غير المستقرّة في المراحل الأولى لذلك النظام.